# غريغ ديلغادو
غريغ ديلغادو (بالإنجليزية: Greg Delgado)‏ (8 أبريل 1958 في ألمانيا - ) هو لاعب كرة قدم أمريكي في مركز الدفاع. لعب مع Houston Summit ‏ وSan Francisco Fog (soccer) ‏.